# Martin Niemöller
Martin Niemöller, född 14 januari 1892 i Lippstadt, död 6 mars 1984 i Wiesbaden, var en tysk teolog och antinazist, känd för dikten "Först kom de ...".

## Biografi
Under första världskriget var Niemöller befälhavare på en av kejserliga marinens ubåtar. Efter krigets slut lämnade han marinen och studerade teologi.
Han blev kyrkoherde i Berlin-Dahlem 1931. År 1933 grundade han tillsammans med teologen Dietrich Bonhoeffer Bekännelsekyrkan, som var en evangelisk protestorganisation mot Nazitysklands ledning. Detta medförde så småningom att han 1937 greps och fördes till koncentrationslägret Sachsenhausen; 1941 fördes han över till lägret Dachau där han var internerad fram till befrielsen i april 1945.
Efter andra världskriget deltog Niemöller i rekonstruktionen av den evangeliska kyrkan (EKD) och var med om att förbereda grundandet av Kyrkornas världsråd. Där och i det tyska regionala ekumeniska arbetet hade han centrala funktioner. Åren 1947-64 var han kyrkopresident i evangeliska kyrkan i Hessen och Nassau i Hessen. 
Niemöller framförde även kritik mot Tyska Förbundsrepubliken (Västtyskland) för återupprustningen av landets vapenarsenal och likaså mot stormakterna USA och Sovjet för deras militära kapprustning. Martin Niemöller utvecklades under 1950-talet till radikal pacifist och 1957 blev han ordförande för Tyska Fredsförbundet (Deutsche Friedensgesellschaft). Han utsågs till hedersordförande för Världsfredsrådet 1967. I slutet av 1970-talet deltog han i den tredje Russelltribunalen som behandlade människorättsfrågor i det samtida Tyskland.

## Skrifter på svenska
- Från ubåt till predikstol (Vom U-boot zur Kanzel) (bemyndigad översättning från tyskan av Harald Hallén, Lindblad, 1936)
- Predikningar 25 oktober 1936-27 juni 1937 (Bonnier, 1940)
- Se, där är eder Gud! : kristet budskap i nödtider (översättning från tyskan av Einar Rimmerfors, Missionsförbundet, 1948)
- Brev från fångenskapen (översättning: Alf Ahlberg, Harrier, 1976)